# Стратони
Стратони (грч. Στρατώνι) је приморско насељено место у општини Аристотел у периферији Средишња Македонија, Грчка. Према попису из 2021. године било је 992 становника.
Насеље је подигнуто после Првог светског рата где су насељене грчке избегличке породице. На попису из 1928. године Стратони су имали 726 становника.